# نعم تعني نعم (كتاب)
«نعم تعني نعم»: رؤية القوة الجنسية للإناث وعالم بلا اغتصاب هو كتابٌ نسوي تم تحريره من قِبل (جاكلين فريدمان)، و(جيسيكا فالنتين) في عام (2008). وهو واحد من أفضل الكتب المطبوعة لعام (2009) في مجلة (الناشرون الأسبوعية) لعام (2009) ، وقد ألهم التعليم الجنسي غير الرصيد بالطبع في (جامعة كولجيت)  العنوان هو إشارة إلى حملة «لا يعني لا» الشعبية ضد تاريخ الاغتصاب.
ومن بين المساهمين في المختارات: (راشيل كراميل بوسيل)، و(لي لاكشمي بيبزنا- سماريهنسا)، (ستايسي ماي فاولز)، (كوكو فوسكو)، (ليزا جيرفز)، (هيثر كورينا)، (جوليا سيرانو)، ( هاني بلانك)، و(مارغريت تشو).
يتألف الكتاب من سلسلة من المقالات لمؤلفين مشتركين تشترك جميعها في الموذوع الرئيسي لمنع الاغتصاب من خلالِ مخاطبةِ الوسطِ الثقافي والمجتمعي الذي يقدم أن قول المؤلفين إنها متواطئة في تمكين الاغتصاب. 
1. 1 2  Jump up^